# سينثيا غالاغير
سينثيا غالاغير (بالإنجليزية: Cynthia Gallagher)‏ هي فنانة أمريكية، ولدت في 1949.